# Achille e Giovanni Judica Cordiglia
I fratelli Achille Judica Cordiglia I1TCH (Paderno Dugnano, 9 settembre 1933 – Torino, 21 gennaio 2015) e 
Giovanni Battista Judica Cordiglia IK1GEK (Erba, 9 agosto 1939 – Torino, 13 aprile 2024) sono stati due appassionati di telecomunicazioni degli anni sessanta, celebri per aver affermato di essere riusciti ad ascoltare i presunti segnali provenienti dai primi satelliti, sia sovietici sia statunitensi, fra i quali lo Sputnik 1, lo Sputnik 2 (quello dove venne imbarcata la cagnetta Laika) e l'Explorer 1. La questione è tuttavia controversa e la comunità scientifica è scettica al proposito.

## Biografia
Nel 1959 i due fratelli crearono a Torino una rete televisiva via cavo, di nome TCH - TV Tele Club, che però poche settimane dopo dovettero chiudere a causa degli studi universitari.
Giovanni Battista, sin dagli anni cinquanta appassionato di telecomunicazioni, audio e fotografia, divenne collaboratore e divulgatore scientifico oltre che documentarista. Inoltre  fu perito fonico e fotografico presso il Tribunale di Torino. Nel 1969 e nel 1973, su incarico dell'arcivescovo Michele Pellegrino, effettuò numerose fotografie della Sindone, per la prima volta in scala e a colori. Ha effettuato numerose perizie giudiziarie in processi, tra i quali il sequestro Sgarella, il processo SME-Ariosto e il sequestro di Silvia Melis.
Giovanni ha avuto due figli, Massimiliano e Giancarlo, quest'ultimo attore affermato di teatro e televisione.
Achille si laureò in medicina all'Università di Torino, dove si specializzò in cardiologia, e nel 1967 in medicina aeronautica e spaziale a Roma. Il 21 gennaio 2015, Achille morì a Torino all'età di 81 anni, Giovanni il 13 aprile 2024, sempre a Torino, all'età di 85 anni.

## L'attività di radioascolto

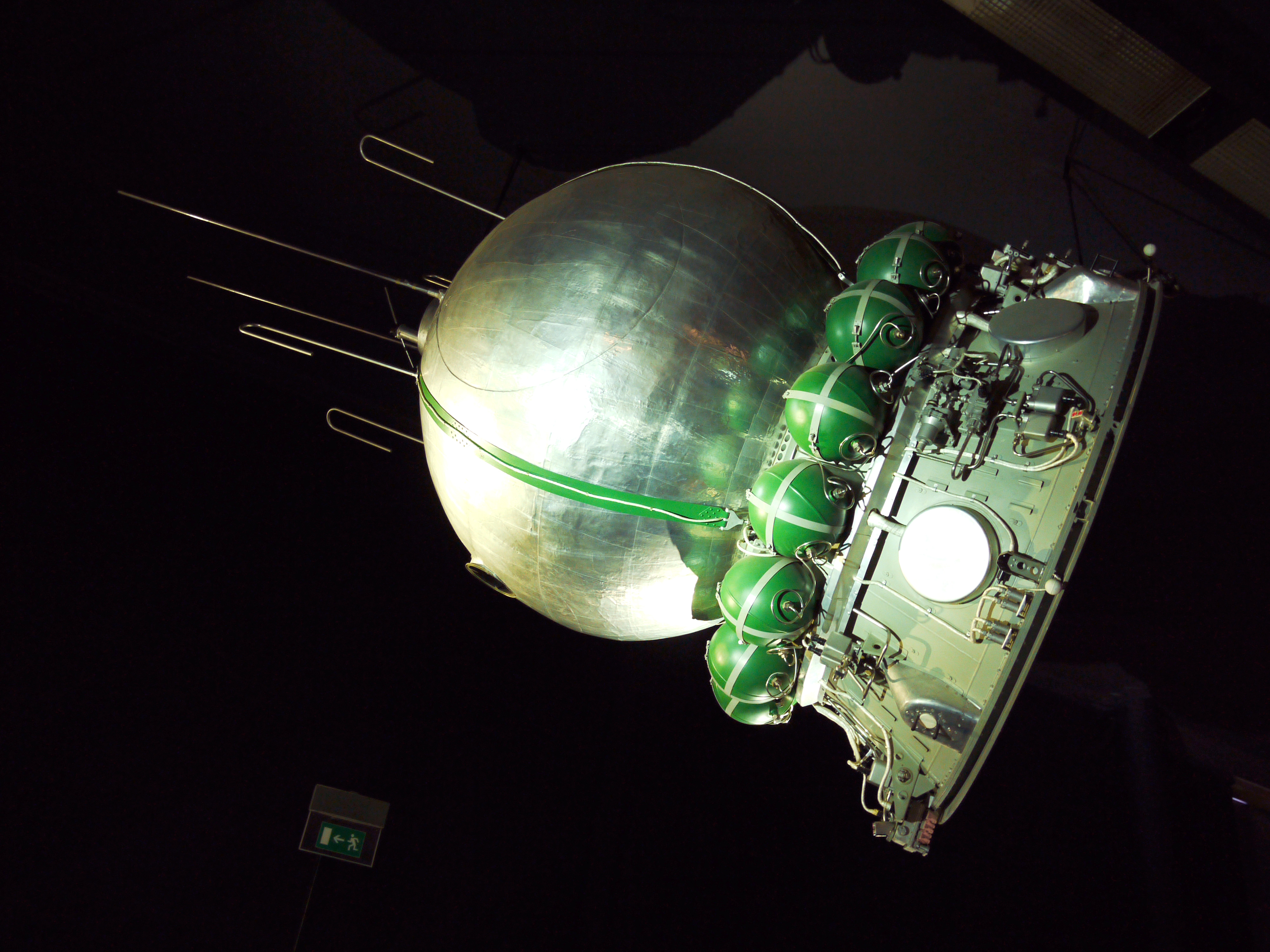
Riproduzione della Vostok 1 (1961), Musée de l'air et de l'espace, Le Bourget (Francia)

In un primo momento utilizzarono le loro riceventi dalla loro casa, ma poi riadattarono un vecchio bunker, da loro rinominato Torre Bert, come sede del loro "centro di ascolto spaziale". Le loro imprese suscitarono molto clamore sulla stampa generalista del tempo, fino a far ottenere loro un invito alla trasmissione televisiva La fiera dei sogni condotta da Mike Bongiorno, che fruttò loro in premio una gita alla sede della NASA, realizzando il loro sogno di appassionati.
Tra le molte registrazioni ve ne sono alcune molto suggestive che i fratelli ipotizzano possano essere relative a voli umani effettuati dai sovietici ben prima del volo di Yuri Gagarin, voli non annunciati pubblicamente dai media dell'ex URSS e conclusi in modo tragico con la perdita dell'equipaggio. Le registrazioni contengono quelli che, secondo i fratelli, potrebbero essere gli ultimi rantoli di cosmonauti morenti o i loro disperati appelli prima della morte (il titolo di un loro libro …Questo il mondo non lo saprà… si riferisce proprio alle parole contenute in una di queste registrazioni).
In particolare, la prima di queste registrazioni risalirebbe al novembre 1960, la seconda al febbraio 1961. Di queste presunte missioni umane pre-Gagarin l'Unione Sovietica non ha mai confermato l'esistenza; il programma in italiano di Radio Mosca a quel tempo si preoccupò di smentire le conclusioni dei fratelli mentre qualche giornale di regime definì i fratelli "banditi" a causa delle loro insinuazioni.
Altri però sostengono l'inattendibilità di questa teoria basandosi sul fatto che molti altri radioamatori europei che pure erano all'ascolto negli stessi periodi non abbiano confermato gli ascolti eseguiti dagli Judica Cordiglia riferibili ai cosmonauti perduti (ad eccezione di un altro radioamatore italiano, Mario Del Rosario). Costoro però ignorano le numerose conferme date anche dall'osservatorio tedesco di Bochum, che allora era diretto dal professor Kaminski. Tuttavia lo svedese Sven Grahn, ingegnere ed esperto di comunicazioni radio, ha espresso dubbi sull'origine spaziale di tali intercettazioni, avanzando l'ipotesi che in alcuni casi potrebbe trattarsi di trasmissioni terra-terra o trasmissioni da aerei in volo. Anche l'astronomo britannico sir Bernard Lovell, direttore dell'osservatorio Jodrell Bank (che era in grado di captare i segnali di satelliti e capsule spaziali grazie al radiotelescopio che porta il suo nome), si è dichiarato scettico sull'esistenza di voli spaziali umani prima di Gagarin.
Dopo la caduta del regime sovietico e la successiva apertura al pubblico degli archivi dell'Agenzia Spaziale Russa, non si è trovata alcuna traccia di voli spaziali umani prima di Gagarin.